# Роньони, Сесилия
Мария Сесилия Роньони Потоцки (исп. María Cecilia (Ceci) Rognoni Potocki, 1 декабря 1976, Буэнос-Айрес, Аргентина) — аргентинская хоккеистка (хоккей на траве), защитник. Серебряный призёр летних Олимпийских игр 2000 года, бронзовый призёр летних Олимпийских игр 2004 года, чемпионка мира 2002 года,чемпионка Америки 2001 года, двукратная чемпионка Панамериканских игр 1999 и 2003 годов.

## Биография
Сесилия Роньони родилась 1 декабря 1976 года в Буэнос-Айресе.
В 6-летнем возрасте начала заниматься хоккеем на траве в «Митре». В 1993—2001 годах играла за аргентинский «Сьюдад» из Буэнос-Айреса (с перерывом на четыре месяца, когда выступала за немецкий «Рот-Вайсс» из Кёльна), нидерландские «Роттердам» (2002—2004), «Пуш» из Бреды (2004—2006). Затем вернулась в «Сьюдад», после чего вновь играла в Нидерландах за «Амстердамсе» и «Блумендал».
В 1994—1997 годах выступала за сборную Аргентины среди юниорок. В 1997 году в её составе стала бронзовым призёром чемпионата мира, проходившего в Соннаме.
В 1994—2004 и 2010 году играла за главную сборную Аргентины, провела 231 матч.
В 1996 году вошла в состав женской сборной Аргентины по хоккею на траве на летних Олимпийских играх в Атланте, занявшей 7-е место. Играла на позиции защитника, провела 6 матчей, мячей не забивала.
В 2000 году вошла в состав женской сборной Аргентины по хоккею на траве на летних Олимпийских играх в Сиднее и завоевала серебряную медаль. Играла на позиции защитника, провела 8 матчей, забила 2 мяча в ворота сборной Новой Зеландии.
В 2002 году выиграла золото на чемпионате мира в Перте. По итогам года Международная федерация хоккея на траве назвала её лучшей хоккеисткой мира.
В 2004 году вошла в состав женской сборной Аргентины по хоккею на траве на летних Олимпийских играх в Афинах и завоевала бронзовую медаль. Играла на позиции защитника, провела 6 матчей, забила 1 мяч в ворота сборной Испании.
В 2001 году выиграла чемпионат Америки.
Дважды завоёвывала золотые медали хоккейных турниров Панамериканских игр — в 1999 году в Виннипеге и 2003 году в Санто-Доминго.
Завоевала комплект наград Трофея чемпионов: золото в 2001 году, серебро в 2002 году, бронзу в 2004 году.
В 2005 году главный тренер Габриэль Минадео исключил из состава сборной Аргентины за критическое высказывание в прессе: Роньони заявила, что многие хоккеистки попали в команду только из-за своих имён. В 2010 году новый главный тренер Карлос Ретегуи вернул её в сборную, однако Роньони не смогла играть из-за травмы колена.

## Семья
Отец Сесилии Роньони Горасио Роньони (род. 1942) играл за сборную Аргентины по хоккею на траве, в 1971 году стал чемпионом Панамериканских игр в Кали, в 1972 году участвовал в летних Олимпийских играх в Мюнхене.